# Lijst van voetbalinterlands Slowakije - Spanje
Deze lijst van voetbalinterlands is een overzicht van alle officiële voetbalwedstrijden tussen de nationale teams van Slowakije en Spanje. De landen speelden tot op heden zeven keer tegen elkaar, te beginnen met een kwalificatiewedstrijd voor het Wereldkampioenschap voetbal 1998, die werd gespeeld op 13 november 1996 in Santa Cruz de Tenerife. Het laatste duel, een groepswedstrijd tijdens het Europees kampioenschap voetbal 2020, vond plaats in Sevilla op 23 juni 2021.

## Wedstrijden
| № | Plaats                 | Datum             | Competitie           | Wedstrijd          | Uitslag |
| - | ---------------------- | ----------------- | -------------------- | ------------------ | ------- |
| 1 | Santa Cruz de Tenerife | 13 november 1996  | WK 1998 kwalificatie | Spanje – Slowakije | 4 – 1   |
| 2 | Bratislava             | 24 september 1997 | WK 1998 kwalificatie | Slowakije – Spanje | 1 – 2   |
| 3 | Madrid                 | 12 november 2005  | WK 2006 kwalificatie | Spanje – Slowakije | 5 – 1   |
| 4 | Bratislava             | 16 november 2005  | WK 2006 kwalificatie | Slowakije – Spanje | 1 – 1   |
| 5 | Žilina                 | 9 oktober 2014    | EK 2016 kwalificatie | Slowakije − Spanje | 2 − 1   |
| 6 | Oviedo                 | 5 september 2015  | EK 2016 kwalificatie | Spanje − Slowakije | 2 − 0   |
| 7 | Sevilla                | 23 juni 2021      | EK 2020              | Slowakije – Spanje | 0 − 5   |

## Samenvatting
| Competitie      | Totaal gespeeld | Winst Slowakije | Gelijk | Winst Spanje | Doelsaldo Slowakije – Spanje |
| --------------- | --------------- | --------------- | ------ | ------------ | ---------------------------- |
| WK-kwalificatie | 4               | 0               | 1      | 3            | 4 − 12                       |
| EK-eindronde    | 1               | 0               | 0      | 1            | 0 − 5                        |
| EK-kwalificatie | 2               | 1               | 0      | 1            | 2 − 3                        |
| Totaal          | 7               | 1               | 1      | 5            | 6 − 20                       |

## Details

### Eerste ontmoeting
| WK 1998 kwalificatie (Santa Cruz de Tenerife, Spanje, 13 november 1996):       |       |                  |
| Spanje                                                                         | 4 – 1 | Slowakije        |
| Juan Antonio Pizzi 39' Guillermo Amor 47' Luis Enrique 56' Fernando Hierro 61' | goals | 40' Dušan Tittel |

### Tweede ontmoeting
| WK 1998 kwalificatie (Bratislava, Slowakije, 24 september 1997):                     |       |                             |
| Slowakije                                                                            | 1 – 2 | Spanje                      |
| Jozef Majoroš 75'                                                                    | goals | 47' Kiko 76' Guillermo Amor |
| - Debuut van Juan Carlos Aguilera (Atlético Madrid) en Oli (Real Betis) voor Spanje. |       |                             |

### Derde ontmoeting
| WK 2006 kwalificatie (Madrid, Spanje, 12 november 2005):                                          |       |                    |
| Spanje                                                                                            | 5 – 1 | Slowakije          |
| Luis García 10' Luis García 18' Fernando Torres 65' (pen.) Luis García 74' Fernando Morientes 79' | goals | 49' Szilárd Németh |

### Vierde ontmoeting
| WK 2006 kwalificatie (Bratislava, Slowakije, 16 november 2005): |       |                 |
| Slowakije                                                       | 1 – 1 | Spanje          |
| Filip Hološko 50'                                               | goals | 71' David Villa |
| - Debuut van Matej Krajčík (Slavia Praag) voor Slowakije.       |       |                 |

### Vijfde ontmoeting
| EK 2016 kwalificatie (scheidsrechter Björn Kuipers, Žilina, Slowakije, 9 oktober 2014):                                                                           |              | |
| Slowakije | 2 – 1        | Spanje |
| Juraj Kucka 17' Miroslav Stoch 87' | goals        | 82' Paco Alcácer |
| Ján Kozák | bondscoach   | Vicente del Bosque |
| Matúš Kozáčik Martin Škrtel Tomáš Hubočan Peter Pekarík Ján Ďurica Norbert Gyömbér Viktor Pečovský Marek Hamšík Juraj Kucka 83' Vladimír Weiss 54' Róbert Mak 61' | opstellingen | Iker Casillas 81' Juanfran 58' Raúl Albiol Jordi Alba Cesc Fàbregas Gerard Piqué Andrés Iniesta 71' David Jiménez Silva Sergio Busquets Koke Diego Costa |
| Michal Ďuriš 54' Miroslav Stoch 61' Filip Kiss 83' | wissels      | 58' Pedro Rodríguez Ledesma 71' Paco Alcácer 81' Santi Cazorla                                                                                           |
| Juraj Kucka 4' Tomáš Hubočan 37' Miroslav Stoch 87' Norbert Gyömbér 90+1'                                                                                         | gele kaarten | 44' David Jiménez Silva 90+1' Diego Costa 90+3' Santi Cazorla                                                                                            |

### Zesde ontmoeting
| EK 2016 kwalificatie (scheidsrechter Damir Skomina, Oviedo, Spanje, 5 september 2015):                                                                               |              | |
| Spanje | 2 – 0        | Slowakije |
| Jordi Alba 5' Andrés Iniesta 30' (pen.) | goals        | |
| Vicente del Bosque | bondscoach   | Ján Kozák |
| Iker Casillas Sergio Ramos Juanfran Gerard Piqué Jordi Alba Cesc Fàbregas 67' Andrés Iniesta 85' Sergio Busquets David Jiménez Silva Pedro Rodríguez Diego Costa 75' | opstellingen | Matúš Kozáčik Tomáš Hubočan Peter Pekarík Lukáš Tesák Kornel Saláta Norbert Gyömbér Jan Gregus Dušan Švento 61' Marek Hamšík 46' Róbert Mak 74' Patrik Hrošovský |
| Santi Cazorla 67' Paco Alcácer 75' Koke 85' | wissels      | 46' Michal Ďuriš 61' Ondrej Duda 74' Erik Sabo |
| | gele kaarten | 29' Matúš Kozáčik 83' Lukáš Tesák |
| - Debuut van Lukáš Tesák (FC Arsenal) voor Slowakije. |              | |